# Numerais de Kaktovik

Os numerais de Kaktovik

O povo iñupiaq, bem como outras povos de línguas esquimó-aleútes, usa um sistema de numeração de base 20, com sub-base 5. Os algarismos indo-arábicos não são adequados para representar este tipo de sistema, fato que motivou estudantes da cidade de Kaktovik, no Alasca a criar, em 1994, um sistema próprio para representar números. Tal sistema ajudou a recuperar o modo tradicional de contagem do Língua inupiat e outras línguas similares.
A figura abaixo mostra os algarismos de 1 a 19 e depois o zero: 
| 𝋀 | 𝋁 | 𝋂 | 𝋃 | 𝋄 | 𝋅 | 𝋆 | 𝋇 | 𝋈 | 𝋉 | 𝋊  | 𝋋  | 𝋌  | 𝋍  | 𝋎  | 𝋏  | 𝋐  | 𝋑  | 𝋒  | 𝋓  |
| 0 | 1 | 2 | 3 | 4 | 5 | 6 | 7 | 8 | 9 | 10 | 11 | 12 | 13 | 14 | 15 | 16 | 17 | 18 | 19 |
A numeração é posicional, o que significa que o número 20 é representado com 'um' e 'zero', 𝋁𝋀; 40 com 'dois' e 'zero', 𝋂𝋀; 400 com 'um', 'zero' e 'zero': 𝋁𝋀𝋀; e 800 com 'dois', 'zero' e 'zero': 𝋂𝋀𝋀.
As formas faladas correspondentes são:
- 1. atausiq
- 2. malġuk
- 3. piŋasut
- 4. sisamat
- 5. tallimat
- 6. itchaksrat
- 7. tallimat malġuk
- 8. tallimat piŋasut
- 9. quliŋuġutaiḷaq
- 10. qulit
- 11. qulit atausiq
- 12. qulit malġuk
- 13. qulit piŋasut
- 14. akimiaġutaiḷaq
- 15. akimiaq
- 16. akimiaq atausiq
- 17. akimiaq malġuk
- 18. akimiaq piŋasut
- 19. iñuiññaŋŋutaiḷaq

## Unicode
| Numerais de Kaktovik | Numerais de Kaktovik | Numerais de Kaktovik | Numerais de Kaktovik | Numerais de Kaktovik | Numerais de Kaktovik | Numerais de Kaktovik | Numerais de Kaktovik | Numerais de Kaktovik | Numerais de Kaktovik | Numerais de Kaktovik | Numerais de Kaktovik | Numerais de Kaktovik | Numerais de Kaktovik | Numerais de Kaktovik | Numerais de Kaktovik | Numerais de Kaktovik |
| -------------------- | -------------------- | -------------------- | -------------------- | -------------------- | -------------------- | -------------------- | -------------------- | -------------------- | -------------------- | -------------------- | -------------------- | -------------------- | -------------------- | -------------------- | -------------------- | -------------------- |
|                      | 0                    | 1                    | 2                    | 3                    | 4                    | 5                    | 6                    | 7                    | 8                    | 9                    | A                    | B                    | C                    | D                    | E                    | F                    |
| U+1D2Cx              | 𝋀                    | 𝋁                    | 𝋂                    | 𝋃                    | 𝋄                    | 𝋅                    | 𝋆                    | 𝋇                    | 𝋈                    | 𝋉                    | 𝋊                    | 𝋋                    | 𝋌                    | 𝋍                    | 𝋎                    | 𝋏                    |
| U+1D2Dx              | 𝋐                    | 𝋑                    | 𝋒                    | 𝋓                    |                      |                      |                      |                      |                      |                      |                      |                      |                      |                      |                      |                      |

## Menções
- Os algarismos inuktitut foram assunto de um problema da edição Kytã da Olimpíada Brasileira de Linguística, no ano de 2011.[2]